# Duarte Gomes
Pour les articles homonymes, voir Gomes.
Duarte Gomes est un arbitre portugais de football né le 16 janvier 1973  à Funchal au Portugal. C'est un arbitre international portugais de football. 
Il est arbitre depuis 1991. Il est promu dans le championnat portugais comme arbitre portugais de 1re catégorie lors de la saison 1997-1998. Il est promu arbitre international en 2002.
Il fait partie de l'AF Lisbonne.

## Statistiques
mis à jour à la fin de la saison 2008-2009
- 130 matches de 1re division portugaise.
- 96 matches de 2e division portugaise.